# Горан Пандуровић
Горан Пандуровић (Титово Ужице, 16. јул 1963) је бивши југословенски и српски фудбалски голман.

## Каријера
Фудбалски се афирмисао у ужичкој Слободи, у генерацији Љубинка Друловића. Прелази у редове Партизана (1989-1995) за који је стајао на голу на 115 првенствених утакмица, а постигао је и један погодак из пенала у сезони 1992/93. Интернационалну каријеру остварио наступајући за француски Рен (1995-1998).
За репрезентацију Југославије наступао је на четири сусрета. Дебитовао је 23. децембра 1994. против Бразила (0:2) у првом мечу "плавих" након укидања санкција, а од "плавих" се опростио 31. марта 1995. против Уругваја (1:0) у Београду.

## Титуле
Партизан
- Првенство СР Југославије: 1992/93, 1993/94.
- Куп СР Југославије: 1991/92, 1993/94.